# Branković
La Casata dei Branković o Brankovići governò la Serbia dal 1427 al 1459.

## Sovrani
- Djuradj Branković (1427-1456)
- Lazar II Branković (1456-1458)
- Stefano III Branković (1458-1459)
- Stefano Tomašević (1459)